# Најва Нимри
Најва Нимри (14. фебруар 1972) је шпанска глумица и певачица.

## Биографија
Највина мајка је Баскијка, а отац Либанац. Има двоје браће и сестара. Такође, њен рођак је популарни шпански певач Александар Нимијер, познатији као Антикс. Као мала се преселила у Билбао, а затим у Мадрид, где и сада живи. Има једног сина под именом Тео Набил.
Прва велика улога јој је била у филму Salto al vacío од режисера Данијела Калпарсора. Њена каријера певачице започета је у малим групама. Године 1996, оформирала је бенд Најваџин са Карлосом Џином. Снимила је три соло албума. Била је удата за Данијела Калпарсора са којим је 2004. године добила сина Теа.
Добила је велике похвале за неколико глумачких улога, попут у филму Lovers of the Arctic Circle и Lucía y el sexo. Оба филма је режирао Хулио Медем. Заједно са Едуардом Норијегом је била у филмовима Abre los ojos, and El método.Номинована је за награду Гоја у категорији најбоља глумица за филм Quién te cantará.
У 2020. години се вратила у спин оф серије Vis a vis: (Locked Up) El oasis. Позната је и по својој улози у популарној шпанској серији Кућа од папира, где глуми инспекторку Алисију Сијеру. Давала је глас Кејт Лесвел у игрици Call of Duty: Modern Warfare из 2019. године.